# Роздоріжжя круків
«Роздоріжжя круків» або «Перехрестя воронів» (пол. Rozdroże kruków) — сьомий роман і дев'ята книга серії «Відьмак», написана польським фентезі письменником Анджеєм Сапковським, вперше опублікована польською мовою у Польщі 29 листопада 2024 року, видавництвом SuperNOWA. Це приквел до «Відьмацької саги» Сапковського (1994—1999) і його збірок оповідань «Меч призначення» (1992) та «Останнє бажання» (1993).

## Сюжет
Головним героєм, як і майже в усіх інших творах Сапковського, що розгортаються у цьому всесвіті, є відьмак Ґеральт з Рівії, а «Rozdroże kruków» є приквелом до всіх канонічних творів про цього персонажа, опублікованих дотепер. Дія відбувається в юності Ґеральта, невдовзі після того, як він завершив навчання у відьмацькій твердині Каер-Морен і вбив свого першого «монстра» — ґвалтівника.

## Історія написання
Незважаючи на попит, на питання про наступні книги, Сапковський повторював, що сага про Відьмака закінчилася «Володаркою Озера» (1999), це закрита історія і він не має наміру до неї повертатися. Пізніше Відьмак став світовим феноменом завдяки серії відеоігор, розроблених компанією CD Projekt Red, перша частина якої вийшла в 2007 році. Крім того, у 2019 році Netflix розпочав трансляцію англомовного телесеріалу за мотивами творів Сапковського, дія якого відбувається у світі Відьмака.
Попри попередні запевнення, у 2013 році Сапковський закінчив писати нову книгу про Ґеральта «Сезон гроз», сюжет якої розгортається між його оповіданнями зі збірки «Останнє бажання». У червні 2018 року Сапковський оголосив, що більше не виключає написання наступної частини саги. Він додав, що хотів би, щоб дія такої книги передувала сюжету вже опублікованих творів. 1 лютого 2023 року під час зустрічі на Міжнародній книжковій виставці в Тайбеї Сапковський оголосив, що планує написати нові книги у всесвіті «Відьмака», однак, не надав більше деталей.
У серпні того ж року під час онлайн-зустрічі з українськими шанувальниками розповів, що інтенсивно працює над новою книгою про Ґеральта, яку завершить приблизно через рік. У листопаді 2023 року під час Comic Con Vienna він розкрив перші подробиці про майбутню книгу. У серпні 2024 року в інтерв'ю для журналу Chimères Сапковський оголосив, що завершив роботу над книгою.
Згідно з угодою з видавництвом «SuperNowa», постійним видавцем Сапковського, назву та обкладинку книги мав оприлюднити виключно журнал «Нова фантастика» (Nowa Fantastyka) у номері 12/2024, дата виходу якого була перенесена з грудня на 22 листопада 2024 року. Крім того, у цьому номері журналу також мав бути опублікований фрагмент «Rozdroże kruków». Незважаючи на те, що «Nowa Fantastyka» розмістила у соціальних мережах та на веб-сайтах лише відцензуровану обкладинку грудневого номера, за день до виходу номера у продаж один із дистриб'юторів видавництва Prószyński Media — видавця журналу — порушив умови контракту і опублікував повну версію, оприлюднивши обкладинку та назву книжки. Того ж дня було офіційно підтверджено, що «Rozdroże kruków» буде приквелом саги, що зображає Ґеральта як молодого відьмака. Днем пізніше «Нова Фантастика» опублікувала фрагмент першого розділу книги, як і було анонсовано раніше. «Rozdroże kruków» вийшов у Польщі 29 листопада 2024 року в м'якій обкладинці, а версія електронної книги буде випущена 1 грудня. За словами Сапковського, книга з'явиться у всьому світі не раніше початку 2025 року. Незадовго до виходу «Rozdroże kruków», в інтерв'ю для польського щотижневика Polityka, Сапковський оголосив, що це не остання книга у всесвіті Відьмака. Знову ж таки, він не надав більше деталей, сказавши лише, що «буде нова книга» і «якщо я встановлю часовий горизонт у три-чотири роки, то це буде без особливого ризику».

## Рецензії
Анна Гарас з Gry-Online похвалила книгу як твір, що розширює знання про всесвіт відьмака та на її думку, робить це набагато краще, ніж твори від Netflix — «Кошмар вовка» та «Кровне походження». За її словами, Сапковський ніби розповідає сценаристам Netflix про справжнє походження персонажів і світу, що полегшує читачеві забути про спін-оффи. Однак вона зазначила, що «Роздоріжжя круків» страждає від тієї ж проблеми, що й «Сага про відьмака» та «Трилогія гуситська» — під кінець починають відбуватися дивні речі. Приблизно на 200-й сторінці Сапковський витягує, як кролика з капелюха, головного лиходія та його поплічників, пов'язаних раніше відкритими нитками, але представлених так пізно й замальованих так елементарно, що можна побачити на власні очі сцену, коли телефонує редактор із ввічливим нагадуванням, що «пане Анджею, рукопис мав вийти півроку тому». І, на жаль, ці останні кілька десятків сторінок справляють враження не остаточної версії, а чернетки, тому що події мчать стрімко, а подальші сюжетні повороти слідують один за одним так швидко, що не мають жодного резонансу.
Міхал Ярецький з «Spider's Web» заявив, що автор «уникає надмірностей більше, ніж будь-коли», що в кінцевому підсумку робить «Роздоріжжя круків» книгою, яка «має кращу структуру і є більш конкретною, без найменших ознак ходіння навколо дерева», в той час як Сапковський «як і раніше майстерно створює напругу, використовує гумористичні та злісні діалоги».
Польський кінокритик і перекладач Бартош Чарторийський вважає, що «Роздоріжжя круків» — «мабуть, найбільш конкретний і об'єктивний твір Сапковського» і «своєрідний відьмацький бестселер». Він також зазначив, що «є спокуса читати книгу як історію дорослішання, роман про ініціацію», оскільки вона представляє Ґеральта як людину, яка «тільки пізнає життя і важке мистецтво робити вибір, часто спотикаючись через власні ноги», і лише у фіналі набуває рис, притаманних персонажу, відомому з саги, і лише у фіналі стає таким, яким він є насправді. На відміну від Анни Гарас, Чарторийський вважає фінал книги «чудовим».
Головний редактор ITC.ua Тимур Ворона захоплено згадує, як переживав події серії «Відьмак» — від перших ігор до очікувань і розчарувань від серіалу Netflix та поділився враженням від роману: «У притаманному йому стилі Сапковський розповідає історію пригод Ґеральта, тісно переплітаючи її з описом світу Каедвену, саме там відбуваються події книги. Кожен розділ — нова пригода, але ближче до кінця вони складаються в єдиний пазл… було цікаво дізнатися нові деталі про появу відьмаків. Які це були експерименти, хто їх проводив, чому Геральт став одним із останніх убивць чудовиськ, і чому випробування припинилися. І я був радий зустріти в книзі свого тезку — Тимура Вороноффа — агента Престона Холта. На початку книги він видає Ґеральту інструкції, як вести справи, аванс на життя і обіцяє допомогу в отриманні замовлень. За все це він просить у молодого відьмака 10 % від його гонорарів.» Погоджуючись з Анною Гарас Тимур Ворона вважає, що книга коротка і не встигає глибоко розкрити описаний світ, змушуючи покладатися на знання із попередніх книг чи ігор, проте із нетерпінням чекає на продовження, оскільки вважає творчість Сапковського вартою уваги в епоху посереднього контенту.
Станом на 30 листопада 2024 р. користувачі польського сайту соціальної каталогізації Lubimyczytać.pl поставили книзі середню оцінку 7,9/10.
Роман отримав середню оцінку 4,05 з 5 зірок на сайті соціальної каталогізації Goodreads при 3810 поданих відгуках (станом на 28 січня 2025 року).